# 八纲辨证
八纲辨证中的“八纲”是从具体事物中抽象出来的概念，用八纲辨别归纳证候，是分析疾病共性的辨证方法，是八纲概念在中医学中应用的一个方面。八纲指表、裏、寒、热、虚、实、阴、阳八个辨证的纲领。其中，阴阳是总纲，它可以概括其他六纲，即阴证包括裏、虚、寒证，阳证包括表、实、热证。
八纲中：表裏，观察病位；寒热，观察病性；阴阳，观察病类。
八纲辨证是辨证的基础，在诊断疾病的过程中，有执简驭繁、提纲挈领的作用，适用于临床各科、各种疾病的辨证，而其他辨证分类方法则是八纲辨证的具体深化。

## 內容
八纲辨证包括
- 阴阳辨证
- 表裏辨证
- 寒热辨证
- 虚实辨证